# Sébastien Tellier

Sébastien Tellier é um cantor, compositor e multi-instrumentista francês. Atualmente, ele assinou contrato com a Record Makers, uma gravadora independente francesa. Ele canta em francês, inglês e italiano.

## Biografia
Tellier foi o representante da França no Festival Eurovisão da Canção 2008. No festival ele executou a canção Divine do álbum Sexuality. O fato do representante francês cantar uma música em inglês causou certa controvérsia na época, levando a inclusão da língua francesa a letra.
Em 2007, Tellier participou do álbum Lazare da banda Principles of Geometry com a canção  A Mountain For President. Além disto ele contribuiu com o álbum Steak, com outros músicos como Mr. Oizo e Sebastian.
Em seu quinto álbum, L'Aventura, inspirado no Brasil, foi lançado no dia 14 de Julho de 2014. Nele, o músico apresenta dez canções em francês acompanhadas por uma orquestra regida pelo maestro carioca Arthur Verocai.

## Discografia
| Ano  | Nome álbum                 | Editora       | N.º faixas |
| ---- | -------------------------- | ------------- | ---------- |
| 2001 | L'incroyable Vérité        | Record Makers | 11         |
| 2004 | Politics                   | Record Makers | 11         |
| 2004 | Narco, Original Soundtrack | Record Makers | 13         |
| 2006 | Sessions                   | Record Makers | 10         |
| 2007 | Steak                      | Record Makers | 21         |
| 2008 | Sexuality                  | Record Makers | 11         |
| 2010 | Sexuality Remix            | Record Makers | 16         |
| 2011 | Love Songs                 | Record Makers | 19         |
| 2012 | My God Is Blue             | Record Makers | 12         |
| 2013 | Confection                 | Record Makers | 14         |
| 2014 | L'Aventura                 | Record Makers | 10         |

## Uso das músicas de Sébastien Tellier
- A faixa "Fantino" de L'incroyable Vérité foi escolhido por Sofia Coppola para a trilha sonora de seu filme de 2003 Encontros e Desencontros. Coppola também usou a canção "Look" de seu álbum Sexuality em seu filme Somewhere de 2010.
- A canção "Universe", do álbum L'Incroyable Vérité é destaque no filme Electroma do Daft Punk.
- As músicas "Look" e "La Ritournelle" foram apresentados nos episódios "Crush'd" e "Dressed for success" de Betty, a Feia.
- "La Ritournelle" também faz parte da trilha sonora do filme "Oslo, 31 de Agosto" de Joachim Trier e do filme Pacto Quebrado de Reto Salimbeni
- "Divine" foi usada no jogo de corrida Gran Turismo (2009) para a PSP.
- Um trecho da música "La Ritournelle" foi utilizado pelo cantor The Weeknd no single, "Kiss-Land"

## Curiosidades
- Sébastien Tellier fez shows no Brasil, em Recife, durante o Coquetel Molotov e outro realizado no Sesc Pompéia em 2009.

- Em 2014, o cantor foi embaixador da marca de cerveja Carlsberg, onde customizou uma garrafa de edição limitada e tocou em eventos para consumidores da marca.

- Karl Lagerfeld convidou Tellier para se apresentar durante o desfile primavera/2014 da Chanel, ocorrido no Grand Palais em Paris.

## Ligações Externas
- Site Oficial
- Sébastien Tellier no Facebook
- Sébastien Tellier no X
- Sébastien Tellier no Myspace
- Sébastien Tellier. no IMDb.
- Sebastian Tellier, no Soundcloud